# ارز دیجیتال در ایران
ارز دیجیتال در ایران به موضوع گسترش، استفاده، استخراج و سیاست‌گذاری مربوط به رمزارزها در جمهوری اسلامی ایران می‌پردازد. ارز دیجیتال یا رمزارز، نوعی دارایی دیجیتال مبتنی بر رمزنگاری است که امکان انجام تراکنش‌های مالی را بدون واسطه‌های سنتی مانند بانک‌ها فراهم می‌کند. با رشد جهانی رمزارزها از سال ۲۰۱۷ به بعد، ایران نیز به‌تدریج با این پدیده مواجه شده و سیاست‌های متنوعی از ممنوعیت تا قانون‌گذاری در این زمینه اتخاذ کرده‌است.
دولت ایران اقداماتی برای تنظیم بازار ارزهای دیجیتال انجام داده است، از جمله قانونی کردن استخراج، اما چارچوب همچنان پیچیده است زیرا به دنبال حفظ کنترل بر دارایی‌های دیجیتال است. بازار ارز دیجیتال ایران با چالش‌هایی مانند هزینه‌های بالای انرژی و دخالت سپاه پاسداران انقلاب اسلامی در فعالیت‌های غیرقانونی مواجه است، اما همچنان در حال تکامل است و دولت در حال بررسی پروژه‌های بلاکچین و شهروندان به دنبال جایگزین‌هایی برای حفظ ثروت هستند.

## وضعیت قانونی
در حال حاضر، جمهوری اسلامی ایران تنها استخراج رمزارز را به‌عنوان یک فعالیت صنعتی و اقتصادی به رسمیت شناخته‌است. بر اساس مصوبه هیئت وزیران در تیر ۱۳۹۸، استخراج ارزهای دیجیتال مشمول دریافت مجوز از وزارت صنعت، معدن و تجارت شده و نرخ برق مصرفی نیز بر اساس تعرفه صادراتی تعیین می‌شود.
با این حال، استفاده از رمزارز به‌عنوان ابزار پرداخت در داخل کشور همچنان ممنوع است. بانک مرکزی جمهوری اسلامی ایران در اطلاعیه‌هایی تاکید کرده‌است که رمزارزها نمی‌توانند جایگزین ریال یا سایر ابزارهای پرداخت در معاملات داخلی باشند.
در زمینه خرید و فروش، بسیاری از صرافی‌های آنلاین ایرانی بدون مجوز رسمی فعالیت می‌کنند. اگرچه دولت اقدام به مسدودسازی برخی پلتفرم‌های خارجی کرده، اما بازار داخلی همچنان فعال است و میلیون‌ها کاربر ایرانی در این فضا مشغول به سرمایه‌گذاری هستند.

## زمینه تاریخی و توسعه بازار
علاقه ایران به ارزهای دیجیتال در سال ۲۰۱۷ شدت گرفت، زمانی که تحریم‌های بین‌المللی—به‌ویژه آن‌هایی که توسط ایالات متحده هدایت می‌شدند—به شدت دسترسی ایران به سیستم مالی جهانی را مختل کردند. این امر منجر به افزایش وابستگی به بیت‌کوین و سایر ارزهای دیجیتال به عنوان روش‌های جایگزین برای دور زدن محدودیت‌ها شد.
در سال ۲۰۱۹، دولت استخراج ارزهای دیجیتال را تحت شرایط خاصی قانونی کرد. این تصمیم تا حدی تحت تأثیر منابع انرژی فراوان ایران بود که استخراج را با وجود ماهیت انرژی‌بر آن ممکن می‌ساخت. با این حال، به زودی با اعمال کنترل‌های سختگیرانه دولت بر استخراج، تجارت و سایر فعالیت‌های مرتبط با ارزهای دیجیتال، چشم‌انداز پیچیده شد.

## چارچوب نظارتی

### مقررات استخراج
ایران در سال ۲۰۱۹ استخراج ارزهای دیجیتال را قانونی کرد و به پتانسیل درآمدزایی آن در میان تحریم‌های اقتصادی پی برد. با این حال، قانونی‌سازی با مقررات سنگینی همراه بود، از جمله الزام ماینرها به فروش مستقیم دارایی‌های دیجیتال خود به بانک مرکزی ایران (CBI). ماینرهای دارای مجوز نیز مشمول تعرفه‌های بالای انرژی هستند که استخراج را برای بسیاری از نظر مالی غیرقابل تحمل کرده است. این امر باعث شده است که بخش قابل توجهی از فعالیت‌های استخراج ایران به زیرزمینی برود و عملیات غیرقانونی همچنان رونق داشته باشد.

### مبادلات و کنترل‌های تراکنشی
مبادلات ارزهای دیجیتال ایرانی مانند نوبیتکس در میان شهروندان ایران به‌طور فزاینده‌ای محبوب شده‌اند. با این حال، این مبادلات تحت مقررات سختگیرانه‌ای عمل می‌کنند که نیاز به مجوز و رعایت دستورالعمل‌های ضد پولشویی (AML) و مبارزه با تأمین مالی تروریسم (CFT) دارند. بانک مرکزی استفاده از ارزهای دیجیتال استخراج شده خارجی را برای تراکنش‌های داخلی ممنوع کرده است و کنترل دولت بر بازار ارزهای دیجیتال را تقویت می‌کند.
با وجود این تدابیر، بسیاری از ایرانیان از شبکه‌های خصوصی مجازی (VPN) برای دسترسی به مبادلات خارجی استفاده می‌کنند و با دور زدن محدودیت‌های محلی از نظارت اجتناب می‌کنند.

## بخش معدن و چالش‌های انرژی

### هزینه‌های انرژی و مشکلات زیرساختی
استخراج بیت‌کوین به شدت انرژی‌بر است و نیاز به منابع الکتریکی قابل توجهی دارد. شبکه برق ایران هم شکننده و هم پرهزینه برای نگهداری است، با قطعی‌های مکرر و از دست دادن حدود ۱۳٪ از برق در حین انتقال. استخراج‌کنندگان مجاز باید نرخ‌های بالایی برای برق بپردازند، که بسیاری را به ترک عملیات قانونی و روی آوردن به استخراج زیرزمینی و غیرمجاز سوق می‌دهد.
در نتیجه، سهم ایران در استخراج جهانی بیت‌کوین از ۴٫۵٪ در سال ۲۰۲۱ به حدود ۳٫۱٪ در سال ۲۰۲۴ کاهش یافته است. ماهیت مخفیانه بسیاری از استخراج‌های کشور، همراه با هزینه‌های عملیاتی بالا، صنعت استخراج را به بخشی ناپایدار در ایران تبدیل کرده است.

### قابلیت اقتصادی
برای استخراج‌کنندگان مجاز، هزینه سر به سر استخراج بیت‌کوین در ایران بسیار بالاتر از قیمت فعلی بیت‌کوین است. با تغییر تعرفه‌های انرژی در هر فصل و قطعی‌های مکرر برق در فصل‌های اوج مانند تابستان، بسیاری از عملیات استخراج قانونی را به‌طور فزاینده‌ای دشوار می‌یابند.
با توجه به اینکه تورم ایران همچنان بالا و در حدود ۴۴٪ است و کاهش ارزش پول ادامه دارد، شهروندان به دنبال راه‌های جایگزین برای ذخیره ثروت خود هستند. ارزهای دیجیتال به یکی از این روش‌ها تبدیل شده‌اند، زیرا دارایی‌های دیجیتال وسیله‌ای برای محافظت در برابر کاهش ارزش ریال فراهم می‌کنند.

## مشارکت دولت و ابتکارات زنجیره بلوک

### پروژه‌های بلاکچین بانک مرکزی ایران
در سال‌های اخیر، بانک مرکزی ایران علاقه فزاینده‌ای به فناوری زنجیره بلوک (به انگلیسی: Blockchain) نشان داده است. به‌ویژه، توسعه پلتفرم بلاکچین برنا با همکاری آریاتک، یک ارائه‌دهنده راه‌حل‌های زنجیره بلوک ایرانی، برای ایجاد یک چارچوب دیجیتال برای بخش‌های بانکی و مالی ایران راه‌اندازی شد. این پروژه، همراه با شبکه کوکنوس که توسط چندین بانک بزرگ ایرانی هدایت شد، تلاش‌های دولت برای بهره‌برداری از فناوری‌های بلاکچین در حالی که کنترل سختگیرانه‌ای بر دارایی‌های دیجیتال حفظ می‌کند را منعکس می‌کند.

### تحریم‌ها و نگرانی‌های بین‌المللی
استفاده ایران از ارزهای دیجیتال برای دور زدن تحریم‌ها به‌ویژه با نهادهایی مانند دفتر کنترل سرمایه‌های خارجی ایالات متحده (OFAC) در سطح بین‌المللی زنگ خطر را به صدا درآورده است. OFAC صرافی‌های ایرانی را به‌عنوان مجاری بالقوه برای فعالیت‌های مالی غیرقانونی، از جمله دور زدن تحریم‌ها شناسایی کرده است. دخالت بازیگرانی که با سپاه پاسداران انقلاب اسلامی در معاملات ارزهای دیجیتال مرتبط هستند، نگرانی‌ها دربارهٔ نقش ارزهای دیجیتال در حمایت از فعالیت‌هایی که تحریم‌های بین‌المللی را تضعیف می‌کنند، بیشتر کرده است.

## چشم‌اندازها و چالش‌های آینده

### معضلات نظارتی و اجرایی
در حالی که دولت ایران به مزایای بالقوه دارایی‌های دیجیتال اذعان کرده است، به همان اندازه نگران کنترل فعالیت‌های غیرقانونی مرتبط با ارزهای دیجیتال است. اجرای مقررات سختگیرانه در مورد پلتفرم‌های استخراج و تجارت همچنان دشوار است، با توجه به استفاده گسترده از تکنیک‌های مبهم‌سازی مانند VPN و شناسایی جعلی.

### زیرساخت‌های انرژی و فناوری
بدون بهبودهای قابل توجه در زیرساخت‌های انرژی خود، توانایی ایران برای حفظ یک بخش قانونی پررونق استخراج ارز دیجیتال محدود خواهد ماند. تعرفه‌های بالای انرژی و سیستم‌های انتقال ناکارآمد موانع کلیدی هستند که باید برطرف شوند. به همین ترتیب، سرمایه‌گذاری در پروژه‌های فناوری زنجیره بلوک مانند برنا (Borna) و کوکنوس (Kuknos) به محیطی حمایتی نیاز دارد که نوآوری را تشویق کند و در عین حال نظارت نظارتی را متعادل کند.

### چالش‌های ژئوپلیتیکی
بازار ارزهای دیجیتال ایران همچنان تحت تأثیر چشم‌انداز ژئوپلیتیکی قرار خواهد گرفت. تحریم‌ها همچنان یک عامل حیاتی هستند و نهادهای نظارتی جهانی احتمالاً به نظارت بر استفاده ایران از ارزهای دیجیتال برای دور زدن محدودیت‌ها ادامه خواهند داد. تمرکز جامعه بین‌المللی بر رعایت تحریم‌ها مانع قابل توجهی برای گسترش بازار ارزهای دیجیتال ایران باقی خواهد ماند.

## نقش سپاه پاسداران انقلاب اسلامی در بازار ارزهای دیجیتال ایران
سپاه پاسداران انقلاب اسلامی، یک نیروی نظامی و سیاسی برجسته در ایران، از بازار ارزهای دیجیتال به عنوان ابزاری برای دور زدن تحریم‌های بین‌المللی، تولید سرمایه و انجام عملیات مالی مخفیانه استفاده کرده است. با توجه به کنترل قابل توجه آن بر بخش‌های اقتصادی ایران، دخالت سپاه در ارزهای دیجیتال نگرانی‌هایی را در مورد تقاطع نهادهای دولتی و مالی دیجیتال برانگیخته است.

### استفاده سپاه از ارزهای دیجیتال برای دور زدن تحریم‌ها
تحریم‌های بین‌المللی، به ویژه از سوی ایالات متحده، دسترسی ایران به بازارهای مالی جهانی را به شدت محدود کرده است و نهادهای مرتبط با دولت مانند سپاه را به بررسی کانال‌های جایگزین برای معاملات سوق داده است. ارزهای دیجیتال، به ویژه بیت‌کوین، به سپاه پاسداران راهی مؤثر برای دور زدن محدودیت‌های بانکی سنتی و انتقال پول از مرزها ارائه داده‌اند.
ماهیت غیرمتمرکز ارزهای دیجیتال ردیابی آنها را دشوار می‌کند و به سپاه و گروه‌های وابسته اجازه می‌دهد از آنها برای دور زدن تحریم‌ها و فعالیت‌های غیرقانونی استفاده کنند. در سال ۲۰۲۲، دفتر کنترل سرمایه‌های خارجی وزارت خزانه‌داری ایالات متحده (OFAC) دو فرد ایرانی، امیر حسین نیکعین رواوری و احمد خطیبی آغدا، را که به سپاه پاسداران مرتبط بودند، تحریم کرد. این افراد در فعالیت‌های مرتبط با سایبر دخیل بودند و از ارزهای دیجیتال برای انتقال سرمایه به ایران از طریق صرافی‌های محلی استفاده کردند.
علاوه بر این، ارزهای دیجیتال به‌طور فزاینده‌ای برای تأمین مالی عملیات‌های وابسته به سپاه، از جمله حملات سایبری و قاچاق اسلحه استفاده می‌شوند. دارایی‌های دیجیتال راهی امن و نسبتاً ناشناس برای انجام معاملات بین‌المللی ارائه می‌دهند که برای سپاه تحت تحریم‌های فزاینده بسیار مهم شده است.

### ارتباطات بین سپاه و صرافی‌های داخلی
برخی از صرافی‌های ارز دیجیتال ایرانی به‌طور غیرمستقیم با عملیات‌های سپاه مرتبط شده‌اند و نگرانی‌هایی در مورد نقش آنها در دور زدن تحریم‌ها ایجاد کرده‌اند. نوبیتکس (Nobitex)، بزرگ‌ترین صرافی ارز دیجیتال ایران، معاملات افرادی و نهادهایی را که سعی در دور زدن محدودیت‌های بین‌المللی دارند، تسهیل کرده است. نوبیتکس، همراه با سایر پلتفرم‌ها، استفاده از VPNها را دلسرد می‌کند، اما کاربران اغلب از چنین ابزارهایی برای انجام معاملات غیرقانونی در خارج از کشور استفاده می‌کنند، گاهی با ارتباط با سازمان‌های تحریم شده مانند سپاه.

### نقش بالقوه آینده
با ادامه رشد بازار ارزهای دیجیتال در ایران، دخالت سپاه پاسداران انقلاب اسلامی احتمالاً گسترش خواهد یافت، به ویژه در تلاش برای دور زدن تحریم‌ها. استفاده از ارزهای دیجیتال راهی را برای دور زدن محدودیت‌های مالی و در عین حال درآمدزایی به سپاه ارائه می‌دهد. با این حال، این افزایش فعالیت احتمالاً نظارت بیشتر تنظیم‌کننده‌های بین‌المللی را به خود جلب می‌کند.
درهم تنیدگی سپاه پاسداران انقلاب اسلامی با بازار ارزهای دیجیتال ایران، خطرات بالقوه مرتبط با ارزهای دیجیتال غیرقانونی را نشان می‌دهد، به ویژه در حوزه‌های قضایی که با تحریم‌های شدید بین‌المللی مواجه هستند. از آنجایی که نهادهای نظارتی جهانی برای نظارت شدیدتر بر تراکنش‌های ارزهای دیجیتال تلاش می‌کنند، فعالیت‌های سپاه پاسداران انقلاب اسلامی در این بخش احتمالاً تحت نظارت دقیق باقی خواهد ماند.

### ارز دیجیتال، سپاه و فساد در ایران
تلاقی ارزهای دیجیتال، سپاه پاسداران انقلاب اسلامی (سپاه پاسداران انقلاب اسلامی) و فساد در ایران نشان می‌دهد که چگونه ارزهای دیجیتال نه تنها برای فرار از تحریم، بلکه به عنوان ابزاری برای پنهان کردن سوء مدیریت مالی، کلاهبرداری و سایر فعالیت‌های غیرقانونی استفاده می‌شوند. دخالت عمیق سپاه پاسداران انقلاب اسلامی در ساختار اقتصادی ایران و عدم شفافیت نسبی مبادلات ارزهای دیجیتال، محیطی مناسب برای فساد ایجاد می‌کند.

### ارز دیجیتال به عنوان ابزاری برای پنهان کردن فساد
سپاه پاسداران انقلاب اسلامی که در حال حاضر یک نیروی مسلط در حوزه نظامی و سیاسی ایران است، کنترل بخش قابل توجهی از اقتصاد کشور از جمله صنایع مربوط به ساخت و ساز، مخابرات و انرژی را در دست دارد. این کنترل اغلب برای تأمین منابع مالی برای فعالیت‌های غیرقانونی، از جمله فساد و اختلاس استفاده می‌شود. کریپتوکارنسی با ماهیت ناشناس و غیرمتمرکز خود مکانیزمی ایده‌آل برای انتقال و پنهان کردن سودهای غیرقانونی ارائه می‌دهد و در نتیجه مشکلات فساد موجود در ایران را تشدید می‌کند.
ارزهای دیجیتال، سپاه را قادر می‌سازد تا کنترل‌های مالی داخلی و بین‌المللی را دور بزند و به این ترتیب انتقال وجوه غیرقانونی به سرمایه‌گذاری‌های داخلی و خارجی آسان‌تر می‌شود. فساد مرتبط با سپاه پاسداران انقلاب اسلامی اغلب شامل انحراف منابع دولتی از جمله سود حاصل از عملیات استخراج ارزهای دیجیتال است که ممکن است برای غنی سازی شخصی یا منافع سیاسی مورد سوء استفاده قرار گیرد. دشواری ردیابی تراکنش‌های ارزهای دیجیتال در سراسر مرزها، آن را به ابزاری جذاب برای مقامات فاسد سپاه پاسداران تبدیل کرده است.

### فساد در عملیات معدنی
بخش استخراج ارزهای دیجیتال ایران نیز به فساد آلوده شده است، به ویژه با توجه به نفوذ سپاه پاسداران انقلاب اسلامی در حوزه‌های کلیدی اقتصاد. گزارش‌ها حاکی از آن است که عملیات استخراج معادن غیرمجاز و زیرزمینی که اغلب توسط نهادهایی که با سپاه ارتباط دارند کنترل می‌شوند، با مصونیت نسبی عمل می‌کنند. این عملیات‌های مخفی از تعرفه‌های انرژی و سایر محدودیت‌های نظارتی با بهره‌برداری از ارتباطات سیاسی، منحرف کردن منابع، و گاهی درگیر شدن در رشوه‌دهی آشکار اجتناب می‌کنند.
نظارت دولت بر بخش معدن اغلب ضعیف است و از خلأهای نظارتی توسط مقامات فاسدی که امکان شکوفایی این عملیات غیرقانونی را فراهم می‌کنند، سوء استفاده می‌شود. به عنوان مثال، بسیاری از معدن‌کاران بدون مجوز از تعرفه‌های بالای برق، که هزینه‌ای حیاتی در عملیات معدنی قانونی است، با استفاده از اتصالات درون سپاه برای دسترسی به منابع انرژی یارانه‌ای یا زیرساخت‌های دولتی اجتناب می‌کنند. این منجر به فساد سیستماتیک شده است، جایی که سود حاصل از استخراج غیرقانونی معدن باعث افزایش فساد و اختلاس می‌شود که اغلب شامل افراد کلیدی مرتبط با سپاه می‌شود.

### نقش سپاه در کلاهبرداری مرتبط با ارزهای دیجیتال
علاوه بر فساد در استخراج، سپاه پاسداران انقلاب اسلامی با فعالیت‌های کلاهبرداری مرتبط با ارزهای دیجیتال مرتبط بوده است. چندین مورد از کلاهبرداری‌های مرتبط با ارزهای دیجیتال با افراد مرتبط با سپاه پاسداران انقلاب اسلامی مرتبط شده است، جایی که طرح‌های سرمایه‌گذاری متقلبانه بازدهی بالایی را در سرمایه‌گذاری‌های ارزهای دیجیتالی نوید می‌دهند. این طرح‌ها از بی‌ثباتی اقتصادی ایران سوء استفاده می‌کنند و افرادی را به سمت خود می‌کشند که از ثروت خود در برابر تورم و کاهش ارزش پول محافظت می‌کنند.
این فعالیت‌های فریبکارانه اغلب توسط نفوذ سیاسی گسترده سپاه پاسداران انقلاب اسلامی محافظت می‌شود و این امر، عدالت را برای قربانیان دشوار می‌کند. فقدان شفافیت در بازارهای ارزهای دیجیتال، همراه با اجرای ضعیف نظارتی در ایران، این کلاهبرداران را قادر می‌سازد تا با اندکی ترس از عواقب قانونی فعالیت کنند. این کلاهبرداری‌ها نه تنها به عنوان منبع درآمد غیرقانونی، بلکه به عنوان راهی برای مقامات فاسد برای پولشویی از طریق تراکنش‌های دیجیتالی به ظاهر قانونی عمل می‌کند.